# Melinda gonggashanensis
Melinda gonggashanensis este o specie de muște din genul Melinda, familia Calliphoridae, descrisă de Chen și Fan în anul 1993.
Este endemică în Sichuan. Conform Catalogue of Life specia Melinda gonggashanensis nu are subspecii cunoscute.